# Mihail Aleksandrovič Šolohov
Mihail Aleksandrovič Šolohov (rus. Михаи́л Алекса́ндрович Шо́лохов, (hutor Kružilinski, 24. svibnja 1905. – stanica Vješčenska, 21. veljače 1984.), ruski književnik.
Rodio se u carskoj Rusiji u Rostovskoj oblasti, u to vrijeme dijelom Katerinoslavščine u seljačkoj obitelji, u hutoru Kružilinskom (Кружилінський). Majka mu je bila Ukrajinka iz Černihivskog kraja, Anastasija Danilivna Čornjak. Na trećem skupu književnika iz Ukrajine 1954. godine Šolohov je kazao: "Moja mati mi je još u djetinjstvu usadila ljubav k ukrajinskom narodu."
U književnost je ušao zbornikom "Donske pripovijesti". Najbolje mu je djelo roman "Tihi Don" s temom rata i mira u sredini donskih kozaka u vrijeme Prvog svjetskog rata, revolucije i građanskog rata. Vrstan je pejzažist i poznavatelj kozačkih običaja, pa su opisi prirode i kozačke sredine dali romanu svježinu. 
Godine 1965. dobio je Nobelovu nagradu za književnost.

## Djela
- "Uzorana ledina"
- "Nauka mržnje"
- "Oni su se borili za domovinu"
- "Ljudska sudbina"
- "Tihi don"